# 1829
1829 (MDCCCXXIX) var ett normalår som började en torsdag i den gregorianska kalendern och ett normalår som började en tisdag i den julianska kalendern.

## Händelser

### Mars
- 4 mars –  Generalen Andrew Jackson blir USA:s nye president, efterträdande John Quincy Adams.
- 30 mars – För första gången efter tonsättaren Johann Sebastian Bachs död uppförs hans verk Matteuspassionen i Berlin under ledning av den endast 20-årige Felix Mendelssohn.
- 31 mars – Sedan Leo XII har avlidit den 10 februari väljs Francesco Saverio Castiglioni till påve och tar namnet Pius VIII.

### Maj
- 17 maj – Oroligheter utbryter i Kristiania på grund av den svenske ståthållarens förbud mot att fira "syttende maj". Det hela urartade i det så kallade "torgslaget" då ett trettiotal personer skadades lätt.

### Juni
- Juni – Esaias Tegnér lagerkransar den danske skalden Adam Oehlenschläger i Lunds domkyrka, vilket brukar räknas som skandinavismens födelse.
- 10 juni – Oxford vinner den första universitetsrodden mot Cambridge.[1].
- 14 juni – Brand i Öregrund.[2]

### Juli
- 26 juli – Vid nuvarande Bellmansro invigs Bellmansbysten. Då hålls för första gången en Bellmansfest, vilken sedan återkommer varje år detta datum.

### Augusti
- 21 augusti – Sveriges och Norges drottning Desideria kröns.

### Oktober

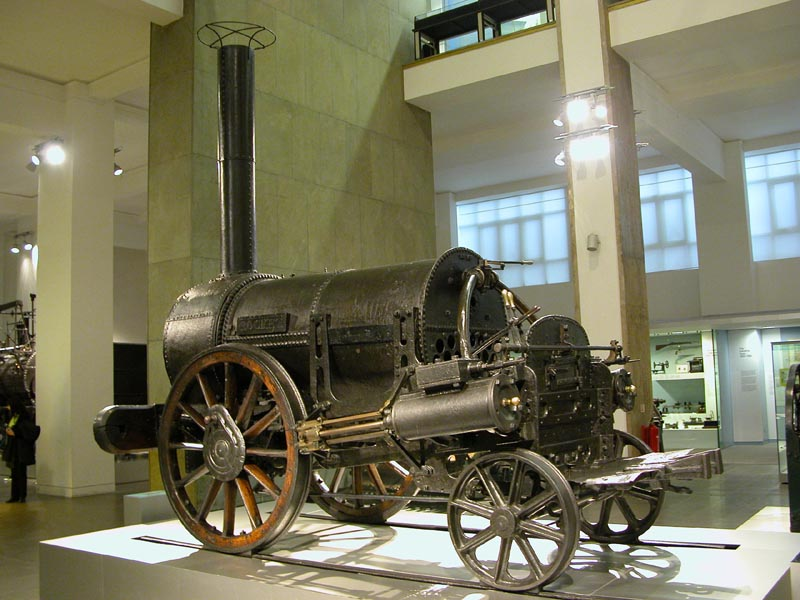
Stephenson Rocket

- 8 oktober – George Stephenson besegrar med sin Rocket John Ericssons Novelty i lokomotivtävlingen i brittiska Rainhill.

### November
- November – Undervisning i fysik, kemi och konstruktionsritning inleds på Chalmerska Slöjde Skolan (sedermera Chalmers tekniska högskola) i Göteborg.

### Okänt datum
- John Ericsson uppfinner ångsprutan.
- Britterna förbjuder änkebränning i Indien genom Bengal Sati Regulation, 1829.

## Födda

### Första kvartalet

#### Januari
- 21 januari – Oscar II, kung av Sverige 1872–1907 och av Norge 1872-1905. (död 1907)
- 27 januari – John P. Jones, engelsk-amerikansk affärsman och politiker, senator 1873–1903. (död 1912)

#### Februari
- 2 februari – Alfred Brehm, tysk zoolog. (död 1884)
- 20 februari – Odo William Leopold Russell, brittisk diplomat. (död 1884)
- 25 februari – Rufus W. Cobb, amerikansk politiker, guvernör i Alabama 1878–1882. (död 1913)

#### Mars
- 2 mars – William B. Allison, amerikansk republikansk politiker, senator 1873–1908. (död 1908)

### Andra kvartalet

#### April
- 6 april – Anna Haslam, irländsk kvinnorättskämpe. (död 1922)
- 10 april – William Booth, Frälsningsarméns grundare. (död 1912)
- 19 april – Thomas M. Browne, amerikansk republikansk politiker, kongressledamot 1877–1891. (död 1891)

#### Maj
- 23 maj – Ole Richter, norsk politiker. (död 1888)
- 31 maj – Karl Eduard Richard Voigtel, tysk arkitekt. (död 1902)

#### Juni
- 8 juni – John Everett Millais, brittisk målare och grundare av det Prerafaelitiska brödraskapet 1848. (död 1896)
- 16 juni – Geronimo, amerikansk indianhövding, apache. (död 1909)
- 18 juni – Isaac Stephenson, amerikansk politiker och affärsman. (död 1918)

### Tredje kvartalet

#### Juli
- 2 juli –  Martis Karin Ersdotter, svensk hårkulla. (död 1902)
- 22 juli – Jonathan Chace, amerikansk republikansk politiker, senator 1885–1889. (död 1917)

#### Augusti
- 6 augusti – James T. Farley, amerikansk demokratisk politiker, senator 1879–1885 (död 1886)
- 23 augusti – Moritz Cantor, tysk matematikhistoriker. (död 1920)
- 26 augusti – Theodor Billroth, tysk kirurg. (död 1894)

#### September
- 7 september – August Kekulé, tysk kemist. (död 1896)
- 17 september – Helmer Falk, svensk militär och politiker. (död 1917)
- 30 september – Franz Reuleaux, tysk ingenjör. (död 1905)

### Fjärde kvartalet

#### Oktober
- 5 oktober – Chester A. Arthur, amerikansk politiker, USA:s president 1881–1885. (död 1886)
- 14 oktober – Franz von Holtzendorff, tysk liberal jurist och skriftställare. (död 1889)

#### November
- 4 november – Hanna Hammarström, Sveriges första tillverkare av telefontråd. (död 1914)
- 17 november – David Jerome, amerikansk republikansk politiker, guvernör i Michigan 1881–1883. (död 1896)
- 23 november – Giuseppe Mengoni, italiensk arkitekt och ingenjör. (död 1877)

#### December
- 19 december –  Anna Schepeler-Lette, tysk socialreformator. (död 1897)

## Avlidna

### Första kvartalet

#### Januari
- 6 januari – Josef Dobrovský, 75, tjeckisk filolog och historiker.

#### Februari
- 10 februari – Leo XII, född Annibale Francesco Clemente Melchiore Girolamo Nicola della Genga, 68, påve sedan 1823.

#### Mars
- 4 mars – Grímur Jónsson Thorkelín, 76, isländsk historiker.
- 11 mars – William H. Wells, 60, amerikansk politiker, senator 1799–1804 och 1813–1817.
- 17 mars – Sofia Albertina, 75, svensk prinsessa, dotter till Adolf Fredrik och Lovisa Ulrika av Preussen.
- 19 mars – John Tayler, 86, amerikansk politiker.

### Andra kvartalet

#### April
- 6 april – Niels Henrik Abel, 26, norsk matematiker.
- 29 april – Deborah Sampson, 66, amerikansk frihetshjälte och soldat.

#### Maj
- 10 maj – Thomas Young, 55, brittisk fysiker, läkare och hieroglyftydare.
- 29 maj – Humphry Davy, 50, brittisk kemist.

#### Juni
- 15 juni – Therese Huber, 65, tysk författare.
- 24 juni – Louis Friant, 70, fransk greve och militär.

### Tredje kvartalet

#### Juli
- 7 juli – Jakob Friedrich von Abel, 78, tysk filosof.

#### Augusti
- 9 augusti – Edward Tiffin, 63, amerikansk politiker, guvernör i Ohio 1803–1807.
- 18 augusti
  - Benedita av Portugal, 83, portugisisk prinsessa.
  - Fredrik Gyllenborg, 61, svensk justitiestatsminister.
- 31 augusti – Johann Heinrich Stobwasser, 88, tysk framställare av lackarbeten.

#### September
- 12 september – Juan Ignacio Molina, 89, chilensk-spansk geograf och historiker.

### Fjärde kvartalet

#### Oktober
- 2 oktober – Samuel Ödmann, 78, svensk teolog och naturforskare.

#### November
- 9 november – Carl Zetterström, 62, svensk läkare, bibliognost och donator.
- 12 november – Jean-Baptiste Regnault, 75, fransk målare under nyklassicismen.
- 14 november – Louis Nicolas Vauquelin, 66, fransk kemist.
- 26 november – Thomas Buck Reed, 42, amerikansk politiker, senator 1826–1827 och 1829.

#### December
- 6 december – Baltzar von Platen, 63, svensk politiker, mannen bakom Göta kanal.
- 18 december – Jean-Baptiste de Lamarck, 85, fransk biolog.

### Okänt datum
- Huang Lü, kinesisk optiker.
- Anders Emanuel Müller, svensk målare.

### Fotnoter
1. ↑  The boat race.org Arkiverad 17 mars 2010 hämtat från the Wayback Machine.
2. ↑  ”Värmlands brandhistoriska klubb”. Arkiverad från originalet den 12 oktober 2011. https://www.webcitation.org/62NB7kO36?url=http://www.brandhistoriska.org/olyckor_se.html. Läst 16 mars 2011.